# 滕昭祥
滕昭祥（1947年1月—），男，山东掖县人，中华人民共和国政治人物，曾任黑龙江省人民政府秘书长，黑龙江省人大常委会副主任，第八届全国人大代表。